# Vadim Petrovics Hetyman
Vadim Petrovics Hetyman (ukránul: Вадим Петрович Гетьман; Sznyitin, 1935. július 12. – Kijev, 1998. április 22.) ukrán bankár, közgazdász és politikus. Az 1990-es évek elején kulcsszerepet játszott az ukrán pénzügyi rendszer és az Ukrán Nemzeti Bank létrehozásában. A nemzeti banknak 1992 márciusától 1993 végéig az elnöke volt. 1998 áprilisában lakásában gyilkosság áldozata lett.

## Élete
Az akkor a Szovjetunióhoz tartozó Ukrajna Poltavai területén fekvő Sznyitin faluban született 1935-ben. Apja tanár volt.
1956-ban végezte el a Kijevi Pénzügyi és Gazdasági Főiskolát, amely 2010-től az ő nevét viseli. A főiskola után a Zaporizzsjai területen a tervgazdasággal és pénzügyekkel foglalkozó adminisztratív munkakörökben dolgozott. 1975-ben kinevezték az Ukrán SZSZK Árpolitikai Bizottságának helyettes vezetőjévé. 1987-ben az Ukrán SZSZK Agroprombanjának (1990-től Bank Ukrajina) elnöke lett. A bankot 1990-ben Hetyman irányításával leválasztották a szovjet Agroprombankról, és ez lett Ukrajna első kereskedelmi bankja, amelyet Hetyman 1992 márciusáig irányított.

### A jegybank élén
A Szovjetunió felbomlása idején vezető szerepet játszott az ukrán pénzügyi rendszer kialakításában, valamint az ukrán központi bank, az Ukrán Nemzeti Bank megszervezésében. 1992 márciusában őt nevezték ki a függetlenné vált Ukrajna nemzeti bankjának elnökévé. Ugyancsak szerepet játszott az Ukrán Bankközi Valutatőzsde létrehozásában, melynek 1993-tól ő volt a vezetője 1998-as haláláig. Az Ukrán Nemzeti Bank vezetői posztján 1993 végéig maradt, amikor szakmai viták miatt lemondott (elhamarkodottnak tartotta az ukrán pénzügyi rendszernek a rubelzónából történő kivonását). Hetymant közeli munkatársa, Viktor Juscsenko váltotta az Ukrán Nemzeti bank élén. (Annak ellenére, hogy akkor már Juscsenko volt az Ukrán Nemzeti Bank elnöke, Hetyman aláírása szerepel az 1996.  szeptember 2-án bevezetett új ukrán nemzeti valuta, a hrivnya első bankjegy-sorozatain.)

### Politikai tevékenysége

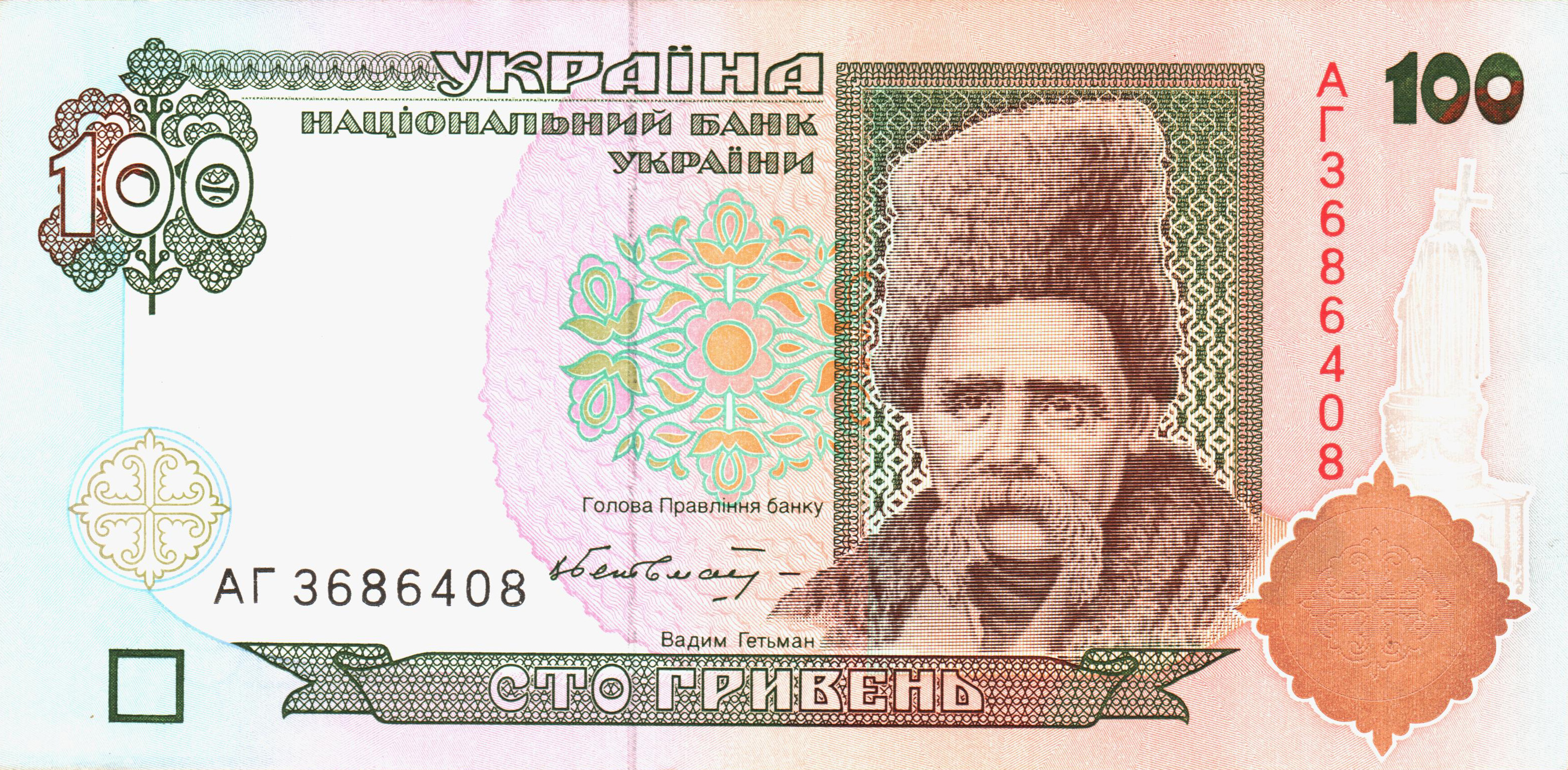
Százhrivnyás bankjegy Hetyman aláírásával

A nemzeti pénzügyi és banki tevékenység mellett részt vett a politikai életben is. Két cikluson keresztül tagja volt az Ukrán Legfelsőbb Tanácsnak. Első alkalommal, 1990-ben még az Ukrán Kommunista Párt (KPU) jelöltjeként az umanyi 426-os egyéni választókerületből választották képviselővé. 1992-ben tagja lett az ukrajnai gazdasági reformok érdekében létrehozott koordinációs tanácsnak. 1994-ben második alkalommal már párton kívüli jelöltként, a talnei 426-os egyéni választókerületből szerzett parlamenti mandátumot. 1996 szeptemberében az Ukrán Legfelsőbb Tanács elnökhelyettesévé választották. Aktív szerepet játszott az 1996 júniusában elfogadott új ukrán alkotmány előkészítésében. 1998 márciusában harmadik alkalommal is indult az ukrajnai parlamenti választáson, ezúttal is az egyik talnei választókerületben. A szavazáson azonban nem sikerült mandátumot szereznie, a választókerületben Mihajlo Onufrijcsuk volt távközlésiminiszter-helyettes nyert.

### Halála
1998. április 22-én kijevi házának liftjében több lövéssel meggyilkolták. Hosszas nyomozás után, csak 2002-ben tartóztatták le az akkor 29 éves, a Donyec-medencei Kusnyir-bandához tartozó Szerhij Kuljevet Hetyman meggyilkolásának vádjával. Kuljevet 2003-ban a gyilkosság miatt életfogytiglani szabadságvesztésre ítélték. Az ukrán főügyészi hivatal álláspontja szerint a gyilkosságot Pavlo Lazarenko egykori ukrán miniszterelnök rendelte meg. Ezt a vádat Lazarenko tagadta. A valószínűsíthető gyilkos elítélése ellenére a Hetyman-gyilkosság körülményeit teljes mértékben soha sem tisztázták.